# ゼロの焦点
『ゼロの焦点』（ゼロのしょうてん）は、松本清張の長編推理小説。北陸地方を舞台に、太平洋戦争直後に端を発する時代の傷痕が生んだ連続殺人事件を描く。
『虚線』のタイトルで雑誌『太陽』に連載され（1958年1月号 - 2月号、連載時の挿絵は御正伸）、同誌休刊後、『零の焦点』のタイトルで『宝石』に連載（1958年3月号 - 1960年1月号、全19回、連載時の挿絵は土井栄）、1959年12月に光文社（カッパ・ノベルス）から刊行された。
1961年・2009年の2度にわたり映画化、また多数テレビドラマ化されている。

## あらすじ
板根禎子は26歳。広告代理店に勤める鵜原憲一と見合い結婚した。紅葉が盛りを迎えている信州から木曾を巡る新婚旅行を終えた10日後、憲一は、仕事の引継ぎをしてくると言って金沢へ旅立つ。しかし、予定を過ぎても帰京しない憲一。禎子のもとへ、憲一が北陸で行方不明になったという、勤務先からの知らせが入る。急遽金沢へ向かう禎子。憲一の後任である本多の協力を得つつ、憲一の行方を追うが、その過程で彼女は、夫の隠された過去を知ることになる。

## 主な登場人物
原作における設定を記述。
鵜原禎子
本作品の主人公。旧姓板根。新婚後間もなく夫が失踪し、行方を追う。
鵜原憲一
禎子の夫。広告代理店「A広告社」の北陸地方の出張所元主任。東京本社へ栄転となり事務引継ぎのため金沢へ出張、そのまま失踪。
本多良雄
憲一の同僚。「A広告社」北陸出張所主任（憲一の後任者）。禎子に協力し、憲一の行方を追う。
鵜原宗太郎
憲一の兄。憲一の失踪後、京都出張のついでに金沢へ立ち寄り、謎の毒死を遂げる。憲一の過去における「影」の部分をある程度知っていた。
室田儀作
金沢在住の地元名士で「室田耐火煉瓦株式会社」代表取締役社長。
室田佐知子
室田儀作の後妻。才色兼備の賢夫人。儀作と結婚する以前は東京に住んでいた。
田沼久子
「室田耐火煉瓦株式会社」の社員。同社の煉瓦工場に勤めていた工員の未亡人。本社ビルの受付嬢をしている。ひどくくだけたアメリカ英語を話す。
曽根益三郎
「室田耐火煉瓦株式会社」生産部の工員。 田沼久子の内縁の夫。謎の投身自殺を遂げる。

## 作品の背景
事件の背景に、連合国軍占領下の日本で、アメリカ軍将兵相手に売春行為をしていた女性らの存在がある。彼女らが自身の忌まわしい過去を隠そうとする必死の感情が、作品内で重要な意味を持つ。原作が書かれた当時は現在よりも女性の社会的地位が低かった。そのため、過去にわずかでも汚点があれば偏見にさらされて就職に差し障るだけでなく、婚約破棄や一方的な離婚を余儀なくされるケースが少なくなかった時代である。
小説の時代設定は日本の降伏から13年後（＝1958年）とされている。女性が相手のことをよく知らぬまま見合い結婚することが、当時はありふれていた。本作発表当時の恋愛結婚の割合は4割に満たず、見合い結婚との構成比が逆転するのは、1960年代半ばを過ぎてからのことである。

## 刊行までの経緯
| 『太陽』1958年1月号掲載の『虚線』第1回 |  | 『宝石』1958年3月号掲載の『零の焦点』第1回 |
| 『太陽』1958年1月号掲載の『虚線』第1回 |  | 『宝石』1958年3月号掲載の『零の焦点』第1回 |

- 本作品の構想に関しては、当時上石神井[注釈 5]に在住の著者が、作品執筆の合間に近所の食堂へ出かけた際、立川の米軍基地の売春婦と思しき女性と出会い、彼女たちはその後どうしただろうか？と思いをめぐらしたところから、アイデアを膨らませていったとされている[2]。
- 『虚線』は筑摩書房が創刊した総合雑誌『太陽』で連載開始されたが、同誌が社の都合で第五号で休刊となり（『虚線』としての連載は2か月で中断）、編集者の土井一正がこのことを著者に急報したため、『零の焦点』と改題して『宝石』で連載を継続することとなった。『虚線』としての掲載は、禎子が初めて金沢に行く途中の「ある夫」3節までとなる[3]。
- 当時『宝石』の編集長を務めていた江戸川乱歩は、本作の同誌連載に至る経緯を、連載開始された1958年3月号の編集後記で、以下のように記している。「松本清張さんの長篇連載がいよいよ始まる。（中略）松本さんは本誌にはいいかげんなものは書きたくないという気持ちから、なかなか想が纏まらなかった。そこへ『太陽』の休刊で、まだはじまったばかりの長篇が中絶するということを聞いたので、これを本誌に引きつぐようお願いして、成功したのである」。
- 連載の出足は順調だったものの、回を重ねるに連れて原稿の枚数が減っていった。1958年7月号では休載する事態となったが、代わりに同号では、乱歩と著者の対談「これからの探偵小説」が掲載されている。続く8月号でも本作は休載となり、乱歩は同号の編集後記で「作者も辛いが編集者もつらいのである。今は両者ともただ無言」と記している。1959年1月号は、現地取材の時間がなかったことを理由に、3回目の休載となり、この時は、著者のお詫びの弁と共に「創作ノート」が掲載されている。
- その後、鮎川哲也の長編作品『黒い白鳥』の連載が同誌の1959年7月号から始まったが、この作品と本作のプロットが同じになるのではないかと、著者と鮎川の双方が気づいた。本作は1959年8月号で連載を1月分中断、プロットの再構築を経て、1959年12月号の鮎川方の完結から1ヶ月遅れの1960年1月号で、無事完結した[4]。
- 光文社は「カッパ・ノベルス」創刊の作品として本作を予定し、発行日も決められていたが、本作の執筆が予定通り進んでいなかったため、光文社が『宝石』編集部を飛び越え、直接著者に接触し執筆を促す一幕もあった[5]。

## エピソード
- 舞台となる能登半島について、著者は1976年に以下の通り記している。「私の『ゼロの焦点』は能登半島の西海岸に行ったことを思い出して、これを舞台に求めた。今でこそ西海岸は多くの観光客が訪れるようになったが、当時は主に東海岸の和倉温泉から、すぐ輪島へと観光していくのが普通だった。私はわざわざそこを通ったのではない。和倉温泉に一泊し、福浦という古い港町が西海岸にあり、山越えで近いと聞いたので、急にタクシーを雇い、西海岸に出たのである。早春の寒い日で、山道には雪が積もっていて、途中でタクシーがチェーンを巻いたのを覚えている。そんな具合だから、日本海の寒い風をまともに受ける西海岸は、季節外れのせいもあって、訪れる人はだれ一人いなかった。あの辺は風が強いので家の周りを簀で囲み、まるで簀だれの中に家が建っているような具合であった。その福浦から羽咋という所に出る途中、海岸に岩礁が屹立している風景の中を通りすぎ、その記憶がいつまでも頭に残っていた。これを小説の舞台に選んだわけだが、と言って、詳細な調査のための再遊はしなかった。したがって、地理的には細部に書き誤りもある。しかし、舞台もまた一つのフィクションである。現実の通りに書く必要はない。小説の効果のためには、その主観をかなり強く出し、その色あいに相当染め上げてもいいと思っている」[6]。これに先立つ1971年の講演では、本作の執筆がこの旅行から三年か四年後である旨を述べている[7]。
- 和倉温泉滞在時の宿泊旅館は「加賀屋」（2024年現在休業中）。著者と旅館の交流はその後も続き、映画『疑惑』のロケ見学の際にも滞在した[8]。
- 著者は1978年の時点で、自作の推理長編で好きな作品の第一に本作を挙げている[9]。
- 作品中において、主人公が断崖に立つシーンが描かれている[10]。小説では、断崖は志賀町の赤住にあるとされている[11]。しかし実際の赤住は平坦な地形で、海に転落するような断崖は存在しない。この件に関しては、現在「赤住」と同じ志賀町内（小説発表当時は旧志賀町と合併前の富来町）にあり、実際に断崖のある「赤崎」と、著者が勘違いをしていたとの推測もある[12]。なお、ヤセの断崖に関しては、1961年公開映画を参照。
- 小説家の宮部みゆきは、「『ゼロの焦点』は、ヒロイン禎子が、「ある夫」でしかない鵜原憲一という男を、「わたしの夫」として認識してゆくプロセスの話」と記している[13]。
- 小説家・評論家の笠井潔は、本作を「清張の探偵小説作品の最高峰をなしている」と評している[14]。
- エッセイストの酒井順子は、本作の禎子は、清張がその後女性誌に連載した長編群に登場する「お嬢さん探偵」（精神がお嬢さんの「表」の女性が「裏」の世界を追っていく）の第一号と言うことができると述べている[15]。

## 翻訳
- Point zero （英語、Bitter Lemon Press）
- Le point zéro （フランス語、Atelier Akatombo）
- Agenzia A （イタリア語、Il Giallo Mondadori）
- 零的焦点（中国語、Apex Pressなど）
- 제로의 초점（韓国語、이상북스など）

## その他
- 2008年改版以前における新潮文庫版カバー裏表紙記載のあらすじに、物語の過半にいたって明かされる事実が書き込まれている（以降の版では改訂されている）。
- 作中人物が北陸鉄道各線を利用する場面があるが、作中に描かれるシーンのうち、石川線の一部区間は現在でも営業されているものの、同線の白菊町駅を含む区間や、能美線、能登線はすでに廃止され、状況が変化している[注釈 6]。
- 松竹版と同時期となる1960年頃、監督若杉光夫で日活でも映画化の企画が上がり、吉田進脚本による準備稿が作成されるも諸事情により製作は実行されなかった。

## 映画

### 1961年
1961年3月19日公開。製作は松竹大船、配給は松竹。監督は野村芳太郎。能登金剛・ヤセの断崖をクライマックスの舞台とし、主人公と犯人が、直接相まみえる場面が設定されるなどのアレンジが加えられ、松本清張原作映画の中でも著名な作品のひとつとなった。また、本作の本多は死なず、あまり禎子の力にもなれず引き下がるという影の薄い存在として描かれている。第12回ブルーリボン賞助演女優賞（高千穂ひづる）受賞。英語題名『Zero Focus』。現在はDVD化されている。

#### スタッフ
- 監督：野村芳太郎
- 企画：若槻繁
- 製作：保住一之助
- 原作：松本清張（光文社版）
- 脚本：橋本忍・山田洋次
- 撮影：川又昻
- 音楽：芥川也寸志
- 美術：宇野耕司
- 編集：浜村義康
- 録音：栗田周十郎
- スチル：小尾健彦
- 照明：佐藤勇
- 監督助手：杉岡次郎

#### キャスト
- 鵜原禎子：久我美子
- 室田佐知子：高千穂ひづる
- 田沼久子：有馬稲子
- 鵜原憲一：南原宏治
- 鵜原宗太郎：西村晃
- 室田儀作：加藤嘉
- 本多：穂積隆信
- 青木：野々浩介
- 佐伯（仲人）：十朱久雄
- 禎子の母：高橋とよ
- 宗太郎の妻：沢村貞子
- 葉山警部補：磯野秋雄
- 金沢署捜査主任：織田政雄
- 北村警部補：永井達郎
- 立川の大隅のおばさん：桜むつ子
- 博報社の重役：佐々木孝丸
- 鵜原の上司：稲川善一
- その他：山田修吾、山本幸栄、高木信夫、今井健太郎、遠山文雄、武者愛子（現在は活動を休止中）ほか

#### エピソード
- 本作は『張込み』以来の橋本忍と野村芳太郎のコンビによる作品となり、脚本には山田洋次も参加した。山田によれば、シナリオ作りは難航し、のちに映画『砂の器』のアイデアを生んだ橋本も音をあげたことがあったという。また山田は、当時の北陸地方に関して、「あのころは（現在に比べて）雪は多かったですね。あの作品はぼくも助監督につきましたからよく覚えてますけど、撮影は寒くて」「特に漁村は風をよけるためにずーっと板塀が並んでいて、何ともあれは切ないような、痛々しい風景でした」と回想している[17]。また橋本はこの時シナリオハンティングなしで書き上げたため、実際にはあり得ない描写[注釈 8]が映像化され、ラッシュでこれを知った橋本は以後、執筆の前に必ず現場を踏む癖をつけるようになったという。
- 映画のラストにおいて、ヤセの断崖（能登金剛の巌門から北へ約13キロ離れた場所に位置）を舞台に選んだ野村芳太郎は、当時を以下のように回想している。「シナリオの書かれている間、私は独りで冬の能登半島をロケハンした。（中略）清張さんの原作を片手に冬の能登半島を、殺人の舞台となる断崖を探して歩き廻った。十二月の能登の天候はまるで気違いの様で、横なぐりの突風や、パチンコ玉の様なアラレが降った。空が暗く、その一部がさけると、一条の光で、暗い海の一部が輝き、波が踊った。この時見た景色が「ゼロの焦点」を映画化する時の私のイメージの原点になった。清張作品の面白さの中には、その社会性や、するどい人間洞察の他に、この風土的要素が必ずひそんでいる。清張さんはその土地から感じたものを、その作品の出発点にしているに違いない」[18]。なお、ヤセの断崖に関しては、2007年3月の能登半島地震で、断崖の先端が崩落し、現在では状況が変化している[19]。
- 本作の公開後、能登金剛周辺地域で投身自殺が急増し、多い年には18人の自殺者が確認されるにいたった[20]。当時19歳の女性が、「『ゼロの焦点』の舞台となった能登金剛で死ぬ」との遺書を残して自殺した事件を契機に、女性の霊を慰め、更なる自殺者が出ないようにと、能登金剛の巌門には、本作にちなんだ歌碑が立てられた。歌碑には「雲たれて ひとりたけれる 荒波を かなしと思へり 能登の初旅」と、原作者直筆の文字が刻まれている。
- 主人公と犯人が崖上で相対する演出は、のちに2時間ドラマなどで多用され定番となった。現在では、しばしば本作がこの演出の原型と位置づけられている[21]。
- ヒロインが夫の行方を捜し、写真と同じ廃屋を見つける場面のロケ地は、日本海側ではあるが本来雪が積もらない場所であるため、劇中の積もった雪は全て市役所が調達した塩の塊である。
- 原作に記述がある『日本海の見える金沢の別荘地』を再現するために、スタッフ一同は時間をかけて再現できる場所を捜したが、ついに見つけられず、後年に撮影を担当した川又が松本に訊ねたところ「そんなことを書いたかな？」と恍けられたという。
- 高千穂の演じる室田佐知子が終盤で車を運転するシーンがあるが、実はこの時の高千穂は運転免許を取得しておらず、無免許運転だった事を明かしている。そのため、見えない死角からスタッフが車を押したという。

### 2009年
2009年11月14日公開。配給は東宝。英語題名『Zero Focus』。第33回日本アカデミー賞作品賞ほか計11部門で優秀賞を受賞。現在はDVD化・Blu-ray化されている。2011年3月6日に日曜洋画劇場枠で地上波初放送。
キャッチフレーズは、「愛する人のすべてを知っていますか？」
1961年公開の松竹版と比較して、かなり原作に忠実な作劇となっている。時代設定も原作どおり1957年から1958年頃である。なお、謎解き場面は断崖上ではなく、禎子が室田夫人を問い詰めるべく金沢行の汽車に乗り、その車内での「想像」として展開される。

#### スタッフ（2009年）
- 監督：犬童一心
- 主題歌：中島みゆき「愛だけを残せ」（ヤマハミュージックコミュニケーションズ）
- 脚本：犬童一心、中園健司
- 音楽：上野耕路
- 撮影：蔦井孝洋
- 美術：瀬下幸治
- 照明：疋田ヨシタケ
- 編集：上野聡一
- 助監督：熊澤誓人、兼重淳、岡田弥生、石井清夏、武鑓加恵
- 音響効果：岡瀬晶彦
- アクションコーディネーター：深作覚
- 特殊メイク：原口智生、森田誠
- 劇用車：スーパードライバーズ
- 韓国ロケパートプロダクション協力：sidusFNH
- VFX：日本エフェクトセンター、シネボーイ、デジタル・メディア・ラボ、キュー・テック、Fude
- VFX・現像：東京現像所
- 衣装制作：東宝コスチューム
- 音響制作：東宝サウンドスタジオ
- スタジオ：東宝スタジオ
- 映像制作：東宝映像美術
- 企画：雨宮有三郎
- 製作：本間英行
- 企画プロデューサー：大浦俊将
- 製作プロデューサー：川田尚広
- 製作総指揮：島本雄二、島谷能成
- エグゼクティブプロデューサー：服部洋、白石統一郎、市川南、梅澤道彦
- 製作 - 「ゼロの焦点」製作委員会（電通、東宝、テレビ朝日、木下工務店、朝日新聞社、日販、Yahoo! JAPAN、TOKYO FM、朝日放送、メ〜テレ、IMJエンタテインメント、TSUTAYAグループ、FLaMme、九州朝日放送、北海道テレビ、北陸朝日放送、広島ホームテレビ、愛媛朝日テレビ）

#### キャスト（2009年）
- 鵜原禎子：広末涼子
- 室田佐知子：中谷美紀
- 田沼久子：木村多江
- 鵜原憲一：西島秀俊
- 鵜原宗太郎：杉本哲太
- 宗太郎の妻：長野里美
- 鳴海享：崎本大海
- 本多良雄：野間口徹
- 金沢警察署の警部：モロ師岡
- 羽咋駐在の警察官：江藤漢斉
- 立川署の葉山警部補：小木茂光
- 山室刑事：本田大輔
- 上条保子（金沢市長候補）：黒田福美
- 「大隈ハウス」のおばさん：左時枝
- 鵜原憲一夫婦の仲人：小泉博
- 青木所長：本田博太郎
- 板根絹江（禎子の母）：市毛良枝
- 室田儀作：鹿賀丈史
- 日和佐裕子、大月秀幸、中沢純子、浜田大介、畠山明子　ほか

#### 挿入歌
"Only You (And You Alone)" The Platters

## テレビドラマ

### 1961年版
フジテレビ系列で8月15日から11月28日まで16回にわたって放送。
キャスト
- 鵜原禎子：河内桃子
- 鵜原憲一：小山田宗徳
- 室田佐知子：鳳八千代
- 河野秋武
- 村瀬幸子
- 桜むつ子
- 武内亨
- 植村謙二郎
- 高橋正夫
- 野沢雅子
- 久米明
- 柳谷寛
- 瀬良明
- 臼井正明
- 加代キミ子
- 井川比佐志
- 村田正雄
- 白石浩子
- 原泉
- 永田靖
- 中村次朗

スタッフ
- 演出：嶋田親一、五社英雄
- 音楽：渡辺岳夫
- 制作：フジテレビ

| フジテレビ系 火曜21:15 - 21:45枠 | フジテレビ系 火曜21:15 - 21:45枠              | フジテレビ系 火曜21:15 - 21:45枠     |
| 前番組                           | 番組名                                        | 次番組                               |
| -------------------------------- | --------------------------------------------- | ------------------------------------ |
| 美しい橋 （1961年8月1日）        | ゼロの焦点 （1961年8月15日 - 1961年11月28日） | 波 （1961年12月5日 - 1962年1月30日） |

### 1971年版
3月1日 - 19日にNHKの『銀河ドラマ』（銀河テレビ小説）枠（21:00-21:30）で15回にわたって放送。ギャラクシー賞第16回期間選奨、第8回ギャラクシー賞（奈良岡朋子）、日本放送作家協会女性演技賞（十朱幸代）受賞。原作に脚色を加え、ドラマの早い段階で犯人を明らかにした上でストーリーを構成している。
キャスト
- 鵜原禎子：十朱幸代
- 室田佐知子：奈良岡朋子
- 田沼久子：長山藍子
- 鵜原宗太郎：下条正巳
- 鵜原憲一：江原真二郎
- 室田儀作：滝沢修
- 本多良雄：露口茂
- 宇野重吉

スタッフ
- 脚本：石堂淑朗
- 演出：安江泰雅
- 制作：NHK

| NHK 銀河ドラマ                                                    | NHK 銀河ドラマ                     | NHK 銀河ドラマ                                           |
| 前番組                                                            | 番組名                             | 次番組                                                   |
| ----------------------------------------------------------------- | ---------------------------------- | -------------------------------------------------------- |
| 風の中の女 （「アンナ・カレーニナ」翻案） （1971年2月8日 - 26日） | ゼロの焦点 （1971年3月1日 - 19日） | 続・針千本 （脚本：平岩弓枝） （1971年3月22日 - 4月2日） |

### 1976年版
5月31日 - 7月2日に日本テレビ系列の『愛のサスペンス劇場』枠（13:30-13:55）で25回にわたって放送。
キャスト
- 鵜原禎子：土田早苗
- 室田佐知子：真理明美
- 田沼久子：女屋美和子
- 本多良雄：大門正明
- 鵜原憲一：北村総一郎
- 下元勉
- 下条正巳
- 北城真記子

スタッフ
- 脚本：須川栄造
- 演出：井上芳夫
- 制作：C.A.L.

主題歌
- ペドロ&カプリシャス「過去ある愛情」

- 作詞：なかにし礼／作曲・編曲：あかのたちお

| 日本テレビ系列 愛のサスペンス劇場                   | 日本テレビ系列 愛のサスペンス劇場     | 日本テレビ系列 愛のサスペンス劇場 |
| 前番組                                              | 番組名                                | 次番組                            |
| --------------------------------------------------- | ------------------------------------- | --------------------------------- |
| 青い幸福 （原作：平岩弓枝） （1976年5月3日 - 28日） | ゼロの焦点 （1976年5月31日 - 7月2日） | 妻と番人 （1976年7月5日 - 30日）  |

### 1983年版
「松本清張のゼロの焦点」。4月16日にTBS系列の『ザ・サスペンス』枠（21:02-23:23）で放送。脚本は1961年公開映画と同じ橋本忍・山田洋次。視聴率25.1%（ビデオリサーチ調べ、関東地区）。TBSの自社制作で、VTR撮影作品。DVDソフト化されている。
キャスト
- 鵜原禎子：星野知子
- 室田佐知子：大谷直子
- 田沼久子：竹下景子
- 本多良雄：潮哲也
- 鵜原宗太郎：河原崎長一郎
- 宗太郎の妻：三好美智子
- 北村警部補：睦五郎
- 刑事長：左右田一平
- 刑事：和沢昌治
- 羽咋の警察官：垂水悟郎
- 監察医：小沢重雄
- 旅館加納屋・女将：阿部寿美子
- 旅館加納屋・女中：井上聡子
- 東亜広告社・青木所長：鶴田忍
- 東亜広告社・横田課長：柄沢英二
- 東亜広告社・重役：鈴木瑞穂
- 室田煉瓦・人事課長：金内喜久夫
- 室田煉瓦・七尾工場総務：園田裕久
- 室田煉瓦の客：ケント・ギルバート
- 憲一の元同僚：池田鴻
- 下宿管理人：浦辺粂子
- 仲人：庄司永建
- バーのママ：初井言榮
- 禎子の母：風見章子
- 禎子の妹：安田成美
- 鵜原憲一：勝野洋
- 室田儀作：池部良（特別出演）

スタッフ
- 脚本：橋本忍、山田洋次
- プロデューサー：堀川とんこう
- 演出：龍至政美
- 企画：霧プロダクション
- 監修：野村芳太郎
- 音楽：小室等
- 衣裳デザイン：芦田淳
- 制作著作：TBS

| TBS系列 ザ・サスペンス                                         | TBS系列 ザ・サスペンス                 | TBS系列 ザ・サスペンス         |
| 前番組                                                         | 番組名                                 | 次番組                         |
| -------------------------------------------------------------- | -------------------------------------- | ------------------------------ |
| 西村京太郎サスペンス 日本一周「旅号」殺人事件 （1983年4月9日） | 松本清張のゼロの焦点 （1983年4月16日） | 妻は告白する （1983年4月23日） |

### 1991年版
「松本清張作家活動40年記念スペシャル・ゼロの焦点」。7月9日に日本テレビ系列の『火曜サスペンス劇場』枠（21:03-23:22）で放送。視聴率20.9%（ビデオリサーチ調べ、関東地区）。脚本の新藤兼人は原作者の指名を受けたもの。犯人が海上に小舟を漕ぎ出すシーンの撮影に関して、新藤は難色を示したが、原作者の希望により脚本に導入され、撮影が行われた。なお、本作品は収録時季が初夏であったため、原作小説特有の重苦しい空気感や北陸地方の寒々しい陰鬱な冬の風景などはまったく見られず、いささか趣を異にする。フイルム撮影作品。
キャスト
- 鵜原禎子：眞野あずさ （鵜原憲一と見合い結婚したばかりの新妻。旧姓は板根）
- 室田佐知子：増田恵子 （室田儀作の後妻）
- 田沼久子：芦川よしみ （室田煉瓦の受付係）
- 本多良雄：藤堂新二 （憲一の後任）
- 鵜原憲一：並木史朗 （禎子の夫。広告会社主任）
- 鵜原宗太郎：岸部一徳 （憲一の兄）
- 宗太郎の妻：音無真喜子
- 西山：平野稔 （検察医）
- 葉山：金田明夫 （憲一の元同僚）
- 佐伯：勝部演之 （仲人）
- 横田英夫：佐々木敏 （広告会社の営業課長）
- 青木：須藤正裕 （社員）
- 戸籍係：石井洋祐
- 禎子の母：岩本多代
- タクシー運転手：江藤漢
- 緋田景子、吉澤健、鷹野大、歌澤寅右衛門、マックス・フォン・シュラー、阪上和子、岩倉高子、中真千子、藤夏子、西沢まこ、星野すみれ、高橋ひろ子、深谷あかり、大家仁志、竹田寿之函、前田志名子
- 北村の母：乙羽信子
- 室田儀作：神山繁 （室田煉瓦社長）
- 北村警部補：林隆三 （金沢署の警部補）

スタッフ
- 企画：小坂敬（日本テレビ）、松本陽一
- プロデューサー：嶋村正敏（日本テレビ）、赤司学文（近代映画協会）、坂梨港
- 脚本：新藤兼人
- 監督：鷹森立一
- 音楽：大谷和夫
- 撮影：藤本茂
- 照明：馬場修
- 美術：福留八郎
- 録音：金子義男
- 編集：渡辺行夫
- 助監督：増田天平
- 選曲：山川繁
- 協力：東宝サウンドクリエイティブスタジオ、東京テレビセンター、大和衣裳、森下美粧
- 車両：マエダオート
- 現像・テレシネ：東京現像所
- 撮影協力：輪島「高州園ホテル」、和倉「銀水閣」、料亭「清風荘」、茶屋「見城亭」、二葉計器株式会社
- 音楽協力：日本テレビ音楽
- 製作著作：近代映画協会
- 制作：日本テレビ

| 日本テレビ系列 火曜サスペンス劇場          | 日本テレビ系列 火曜サスペンス劇場                              | 日本テレビ系列 火曜サスペンス劇場      |
| 前番組                                     | 番組名                                                         | 次番組                                 |
| ------------------------------------------ | -------------------------------------------------------------- | -------------------------------------- |
| フルムーン旅情ミステリー4 （1991年7月2日） | 松本清張作家活動40年記念スペシャル ゼロの焦点 （1991年7月9日） | 監察医・室生亜季子10 （1991年7月16日） |

### 1994年版
NHK-BS2で6月1日から4夜連続で放送。NHK総合テレビでは、1995年2月18日・2月25日に『土曜ドラマ』枠（21:00-22:15）で放送。
キャスト
- 鵜原禎子：斉藤由貴
- 室田佐知子：萩尾みどり
- 田沼久子：永島暎子
- 六助：小西博之
- 鵜原憲一：三浦賢二
- 室田儀作：室田日出男

スタッフ
- 脚本：清水邦夫
- 演出：伊豫田静弘、銭谷雅義
- 制作：NHK名古屋

サブタイトル（NHK-BS2放送時）
| 各話  | 放送日       | サブタイトル |
| ----- | ------------ | ------------ |
| 第1話 | 1994年6月1日 | 北の疑惑     |
| 第2話 | 1994年6月2日 | 遠い葬列     |
| 第3話 | 1994年6月3日 | 時の断層     |
| 第4話 | 1994年6月4日 | 海の墓標     |
- 土曜ドラマ放送時（全2回）は、第1部「遠い葬列」・第2部「時の断層〜高度経済成長の影に潜む意外な真相〜」として放送。

| NHK 土曜ドラマ                           | NHK 土曜ドラマ                      | NHK 土曜ドラマ                          |
| 前番組                                   | 番組名                              | 次番組                                  |
| ---------------------------------------- | ----------------------------------- | --------------------------------------- |
| もうひとつの家族 （1995年1月7日 - 14日） | ゼロの焦点 （1995年2月18日 - 25日） | 放送記者物語 （1995年3月18日 - 4月1日） |